# Marius Hendrik Wouter Verbrugh
Marius Hendrik Wouter Verbrugh (Eck en Wiel, 1 mei 1854 - aldaar, 22 januari 1930) was een Nederlands lokaal bestuurder.

## Biografie
Verbrugh was een zoon van Albertus Verbrugh Rijksz., burgemeester van Maurik, en Maria Hendrika Heuff, dochter van Johan Adriaan Heuff, burgemeester van Zoelen. Hij werd in 1893 als opvolger van zijn vader tot lid van de Maurikse gemeenteraad gekozen, maar na de dood van zijn vader in 1894 bij de benoeming van een nieuwe burgemeester gepasseerd. De Verbrughs waren weinig populair en sommigen vreesden dat de familie een te grote invloed zou krijgen.
Verbrugh werd in 1901 alsnog tot burgemeester benoemd, een functie die hij tot in het jaar van zijn overlijden zou blijven bekleden. Voorts was hij heemraad van het polderdistrict Neder-Betuwe en lid van de Provinciale Staten van Gelderland.